# Peng Shuai
Peng Shuai (8 de enero de 1986) es una tenista profesional china retirada. En febrero de 2014, la WTA la clasificó como la jugadora de dobles número 1 del mundo, convirtiéndose en la primera tenista china en alcanzar esa clasificación (ya sea en individuales o en dobles). Alcanzó el puesto número 14 de la clasificación en individuales en agosto de 2011. Ha ganado dos títulos de individuales y 22 de dobles en torneos internacionales.
Ganó una medalla de oro en los Juegos Asiáticos de 2010, derrotando a Akgul Amanmuradova en la final. En el Campeonato de Wimbledon de 2013, ganó su primer campeonato de dobles femenino con Hsieh Su-wei de Taiwán y volvió a ganar en el Abierto de Francia de 2014 con Hsieh. Su mejor actuación en un torneo de Grand Slam en individuales llegó en el US Open de 2014 cuando llegó a las semifinales, convirtiéndose en la tercera tenista china en la historia en llegar a una semifinal importante después de Zheng Jie y Li Na.
Peng fue conocida por jugar con las dos manos en ambos lados y golpear muy plano. Ha derrotado a muchas jugadoras top 10 y top 5, incluidas Kim Clijsters, Martina Hingis, Amélie Mauresmo, Anastasia Myskina, Elena Dementieva, Francesca Schiavone, Jelena Janković, Agnieszka Radwańska, Marion Bartoli y Vera Zvonareva.
El 2 de noviembre de 2021, Peng publicó en su cuenta en Weibo acusando a Zhang Gaoli, un vice primer ministro chino retirado, de forzarla tres años antes. Peng y Zhang supuestamente habían estado involucrados en una relación extramatrimonial tanto antes como después del incidente, y su relación terminó poco antes de su publicación. La información sobre su historia fue censurada por el gobierno chino. Posteriormente, Peng desapareció de la vista del público en lo que se sospechaba que era una desaparición forzada. Apareció en los medios estatales dos semanas después para apariciones que podrían haber sido escenificadas. En un correo electrónico y un video de una entrevista de diciembre del periódico Lianhe Zaobao, negó haber acusado a alguien de agredirla sexualmente. El incidente suscitó la preocupación internacional por su seguridad, paradero y capacidad para comunicarse libremente.
Durante los Juegos Olímpicos de Pekín 2022 reapareció en una entrevista que no despejó las dudas sobre su seguridad personal. Acompañada por un funcionario del Comité Olímpico Chino, Peng anunció su retiro del tenis competitivo y dijo que había habido "un gran malentendido" en torno a su acusación de Zhang, su desaparición del internet chino y su bienestar, y reiteró que "nunca dijo que alguien me agredió sexualmente".

## Trayectoria profesional
Peng destaca sobre todo en la disciplina de dobles, dónde ha sido número 1 del mundo (logrado en febrero de 2014) y dónde ha ganado hasta 22 títulos de la WTA, destacando por encima de todos los 2 títulos de Grand Slam (Wimbledon 2013 y Roland Garros 2014) así como el título de maestra del año 2013.
En julio de 2018, Peng fue sancionada 6 meses por intento de soborno a su compañera de dobles, la belga Alison Van Uytvanck, en Wimbledon de 2017. Resulta que Peng quiso cambiar de compañera una vez ya estaban inscritas y le pidió a la belga que se retirara alegando problemas físicos. Finalmente vuelve a competir en diciembre de 2018, empezando desde más allá del top 200 pero no tarda en recuperar ranking ganando varios ITF's a final de año.
Hasta la fecha, Peng ha ganado 2 títulos individuales de la WTA, 2 más en nivel de WTA 125ks y hasta 13 en nivel ITF y tiene como mejor ranking histórico el número 14, logrado en agosto de 2011.

## Denuncia por abuso sexual
El 2 de noviembre de 2021, Peng publicó un extenso mensaje en su cuenta de Weibo en el que acusó a Zhang Gaoli, ex vice primer ministro chino y miembro de alto rango del Partido Comunista Chino (PCCh), de seducirla diez años antes. Peng dijo que después de este abuso, Zhang tuvo una relación extramarital intermitente con ella. Si bien la acusación llamó la atención sobre un posible avance para bien del movimiento feminista MeToo en China, su publicación fue eliminada de Weibo a los 34 minutos de haber sido publicada, y la discusión sobre el tema se convirtió en objeto de censura general en todas las redes sociales y medios de comunicación chinos. Esta es la primera vez que un miembro de alto nivel del PCCh enfrenta acusaciones de violencia sexual.
Desde su acusación, y hasta el 19 de noviembre de 2021, Peng no se comunicó en las redes sociales ni por ningún medio público.
El 14 de noviembre, el director ejecutivo de la Women's Tennis Association (WTA) Steve Simon pidió a las autoridades chinas que investiguen las acusaciones de Peng y también pidió el fin de la censura oficial china sobre el tema destacando que "todas las mujeres merecen ser escuchadas, no censuradas". La Asociación China de Tenis envió una confirmación a la WTA para informar que Peng está "a salvo" y bajo ninguna amenaza física. Sin embargo, Simon declaró que nadie asociado con la WTA, incluidos los funcionarios y jugadores activos, había podido comunicarse con ella directamente para confirmar su paradero o si se encuentra bien.
La comunidad del tenis inició una campaña a través de Twitter con el hashtag #WhereIsPengShuai denunciando su desaparición.
El domingo 21 de noviembre del mismo año, días después de que se difundiesen en la cuenta de Twitter del reportero Hu Xijin varios videos en los que aparece Shuai en público en situaciones que algunos especulan, serían "fuertemente controladas", por la presencia de civiles al lado de Peng Shuai, si bien no existe evidencia alguna de que se trate de funcionarios del gobierno, o de cualquier otra entidad que la podría estar controlando. El Comité Olímpico Internacional (COI) logró establecer contacto con la tenista en una videollamada de treinta minutos, dirigida por el presidente de este comité, Tomas Bach. Peng Shuai declaró encontrarse sana y salva, aclarando que desea se respete su privacidad. Asegura que está descansando con su familia, pero que seguirá involucrada en el tenis, "el deporte que tanto ama". En la llamada, se acordó que Shuai y Bach se reunirán en Pekín en el mes de enero de 2022. La llamada del COI no disminuyó la magnitud del escándalo ni los "temores" por la seguridad de Peng. Al contrario, Bach y el COI fueron acusados por la WTA, por varios deportistas, y por asociaciones derechos humanos de prestarse para un "truco publicitario" de las autoridades chinas. El 1 de diciembre la Women's Tennis Association dijo que no organizaría torneos en China, incluido Hong Kong, porque no ha podido comunicarse con Peng a pesar de haberlo intentado en varias ocasiones.
El 7 de febrero de 2022, durante el trasncurso de los Juegos Olímpicos de Pekín, Peng Shuai dijo en una entrevista con periodistas de la revista L'Équipe que nunca había dicho que había sufrido una agresión sexual y que en ningún momento desapareció. Según uno de los periodistas que la entrevistó, Marc Ventouillac, era "imposible decir" si Peng estaba a salvo. El periodista señaló a su vez que en la entrevista estuvo presente un funcionario olímpico chino, que además fue el encargado de traducir al francés las palabras de Peng.

## Torneos de Grand Slam

### Dobles

#### Títulos (2)
| Año  | Torneo        | Pareja       | Oponentes en la final          | Resultado   |
| 2013 | Wimbledon     | Su-Wei Hsieh | Ashleigh Barty Casey Dellacqua | 7-6(1), 6-1 |
| 2014 | Roland Garros | Su-Wei Hsieh | Sara Errani Roberta Vinci      | 6-4, 6-1    |

#### Finalista (1)
| Año  | Torneo               | Pareja            | Oponentes en la final                | Resultado        |
| 2017 | Abierto de Australia | Andrea Hlaváčková | Bethanie Mattek-Sands Lucie Šafářová | 7-6(4), 3-6, 3-6 |

## Títulos WTA (25; 2+23)

### Individual (2)
| Leyenda: Antes de 2009            | Leyenda: A partir de 2009 |
| --------------------------------- | ------------------------- |
| Grand Slam (0)                    |                           |
| Juegos Olímpicos (0)              |                           |
| WTA Tour Championships/Finals (0) |                           |
| Tier I (0)                        | Premier Mandatory (0)     |
| Tier II (0)                       | Premier 5 (0)             |
| Tier III (0)                      | Premier (0)               |
| Tier IV & V (0)                   | International (2)         |

| No. | Fecha                 | Torneo   | Superficie | Oponente en la final | Resultado   |
| 1.  | 16 de octubre de 2016 | Tianjin  | Dura       | Alison Riske         | 7-6(3), 6-2 |
| 2.  | 30 de julio de 2017   | Nanchang | Dura       | Nao Hibino           | 6-3, 6-2    |

#### Finalista (7)
| N.º | Fecha                    | Torneo       | Superficie    | Oponentes          | Resultado        |
| --- | ------------------------ | ------------ | ------------- | ------------------ | ---------------- |
| 1.  | 27 de mayo de 2006       | Estrasburgo  | Tierra batida | Nicole Vaidišová   | 6-7(7), 3-6      |
| 2.  | 23 de agosto de 2008     | Forest Hills | Dura          | Lucie Šafářová     | 4-6, 2-6         |
| 3.  | 21 de septiembre de 2008 | Guangzhou    | Dura          | Vera Zvonareva     | 7-6(5), 0-6, 2-6 |
| 4.  | 21 de mayo de 2011       | Bruselas     | Tierra batida | Caroline Wozniacki | 6-2, 3-6, 3-6    |
| 5.  | 25 de mayo de 2013       | Bruselas     | Tierra batida | Kaia Kanepi        | 2-6, 5-7         |
| 6.  | 4 de enero de 2014       | Shenzhen     | Dura          | Na Li              | 4-6, 5-7         |
| 7.  | 5 de febrero de 2017     | Taipéi       | Dura (i)      | Elina Svitólina    | 3-6, 2-6         |

### Dobles (23)
| Leyenda: Antes de 2009            | Leyenda: A partir de 2009 |
| --------------------------------- | ------------------------- |
| Grand Slam (2)                    |                           |
| Juegos Olímpicos (0)              |                           |
| WTA Tour Championships/Finals (1) |                           |
| Tier I (0)                        | Premier Mandatory (3)     |
| Tier II (1)                       | Premier 5 (5)             |
| Tier III (2)                      | Premier (1)               |
| Tier IV & V (0)                   | International (8)         |

| N.º | Fecha                    | Torneo             | Superficie    | Pareja            | Oponentes en la final                 | Resultado              |
| --- | ------------------------ | ------------------ | ------------- | ----------------- | ------------------------------------- | ---------------------- |
| 1.  | 6 de octubre de 2007     | Guangzhou          | Dura          | Yan Zi            | Vania King Sun Tiantian               | 6-3, 6-4               |
| 2.  | 9 de marzo de 2008       | Bangalore          | Dura          | Sun Tiantian      | Yung-Jan Chan Chia-Jung Chuang        | 6-4, 5-7, [10-8]       |
| 3.  | 14 de septiembre de 2008 | Bali               | Dura          | Su-Wei Hsieh      | Marta Domachowska Nadia Petrova       | 6-7(4), 7-6(3), [10-7] |
| 4.  | 16 de enero de 2009      | Sídney             | Dura          | Su-Wei Hsieh      | Nathalie Dechy Casey Dellacqua        | 6-0, 6-1               |
| 5.  | 9 de mayo de 2009        | Roma               | Tierra batida | Su-Wei Hsieh      | Daniela Hantuchová Ai Sugiyama        | 7-5, 7-6(5)            |
| 6.  | 10 de octubre de 2009    | Pekín              | Dura          | Su-Wei Hsieh      | Alla Kudryavtseva Yekaterina Makárova | 6-3, 6-1               |
| 7.  | 15 de mayo de 2011       | Roma               | Tierra batida | Jie Zheng         | Vania King Yaroslava Shvédova         | 6-2, 6-3               |
| 8.  | 19 de mayo de 2013       | Roma               | Tierra batida | Su-Wei Hsieh      | Sara Errani Roberta Vinci             | 4-6, 6-3, [10-8]       |
| 9.  | 7 de julio de 2013       | Wimbledon          | Hierba        | Su-Wei Hsieh      | Ashleigh Barty Casey Dellacqua        | 7-6(1), 6-1            |
| 10. | 18 de agosto de 2013     | Cincinnati         | Dura          | Su-Wei Hsieh      | Anna-Lena Grönefeld Květa Peschke     | 2-6, 6-3, [12-10]      |
| 11. | 21 de septiembre de 2013 | Guangzhou          | Dura          | Su-Wei Hsieh      | Vania King Galina Voskoboeva          | 6-3, 4-6, [12-10]      |
| 12. | 27 de octubre de 2013    | Tour Championships | Dura          | Su-Wei Hsieh      | Yekaterina Makárova Yelena Vesniná    | 6-4, 7-5               |
| 13. | 2 de febrero de 2014     | Pattaya City       | Dura          | Shuai Zhang       | Alla Kudryavtseva Anastasia Rodionova | 3-6, 7-6(5), [10-5]    |
| 14. | 16 de febrero de 2014    | Doha               | Dura          | Su-Wei Hsieh      | Květa Peschke Katarina Srebotnik      | 6-4, 6-0               |
| 15. | 16 de marzo de 2014      | Indian Wells       | Dura          | Su-Wei Hsieh      | Cara Black Sania Mirza                | 7-6(5), 6-2            |
| 16. | 8 de junio de 2014       | Roland Garros      | Tierra batida | Su-Wei Hsieh      | Sara Errani Roberta Vinci             | 6-4, 6-1               |
| 17. | 4 de octubre de 2014     | Pekín              | Dura          | Andrea Hlaváčková | Cara Black Sania Mirza                | 6-4, 6-4               |
| 18. | 12 de junio de 2016      | Nottingham         | Hierba        | Andrea Hlaváčková | Gabriela Dabrowski Zhaoxuan Yang      | 7-5, 3-6, [10-7]       |
| 19. | 24 de septiembre de 2016 | Guangzhou          | Dura          | Asia Muhammad     | Olga Govortsova Vera Lapko            | 6-2, 7-6(3)            |
| 20. | 16 de octubre de 2016    | Tianjin            | Dura          | Christina McHale  | Magda Linette Xu Yifan                | 7-6(8), 6-0            |
| 21. | 7 de enero de 2017       | Shenzhen           | Dura          | Andrea Hlaváčková | Ioana Raluca Olaru Olga Savchuk       | 6-1, 7-5               |
| 22. | 5 de enero de 2019       | Shenzhen           | Dura          | Yang Zhaoxuan     | Yingying Duan Renata Voráčová         | 6-4, 6-3               |
| 23. | 21 de septiembre de 2019 | Guangzhou          | Dura          | Laura Siegemund   | Alexa Guarachi Giuliana Olmos         | 6-2, 6-1               |

#### Finalista (9)
| N.º | Fecha                    | Torneos              | Superficie    | Pareja            | Oponentes                                 | Resultado        |
| --- | ------------------------ | -------------------- | ------------- | ----------------- | ----------------------------------------- | ---------------- |
| 1.  | 15 de abril de 2007      | Charleston           | Tierra batida | Tiantian Sun      | Yan Zi Jie Zheng                          | 5-7, 0-6         |
| 2.  | 11 de abril de 2010      | Amelia Island        | Tierra batida | Chia-Jung Chuang  | Bethanie Mattek-Sands Zi Yan              | 6-4, 4-6, [8-10] |
| 3.  | 2 de octubre de 2010     | Tokio (Pacífico)     | Dura (i)      | Shahar Peer       | Iveta Benešová Barbora Záhlavová-Strýcová | 4-6, 6-4, [8-10] |
| 4.  | 26 de octubre de 2014    | WTA Finals           | Dura (i)      | Su-Wei Hsieh      | Cara Black Sania Mirza                    | 1-6, 0-6         |
| 5.  | 27 de enero de 2017      | Abierto de Australia | Dura          | Andrea Hlaváčková | Bethanie Mattek-Sands Lucie Šafářová      | 7-6(4), 3-6, 3-6 |
| 6.  | 25 de febrero de 2017    | Dubái                | Dura          | Andrea Hlaváčková | Yekaterina Makárova Yelena Vesniná        | 2-6, 6-4, [7-10] |
| 7.  | 24 de febrero de 2018    | Dubái                | Dura          | Su-Wei Hsieh      | Hao-Ching Chan Zhaoxuan Yang              | 6-4, 2-6, [6-10] |
| 8.  | 15 de septiembre de 2019 | Nanchang             | Dura          | Shuai Zhang       | Wang Xinyu Lin Zhu                        | 2-6, 6-7(5)      |
| 9.  | 18 de enero de 2020      | Hobart               | Dura          | Shuai Zhang       | Nadiia Kichenok Sania Mirza               | 4-6, 4-6         |

## Clasificación en torneos del Grand Slam

### Individual
| Torneo                 | 2004 | 2005 | 2006 | 2007 | 2008 | 2009 | 2010 | 2011 | 2012 | 2013 | 2014 | 2015 | 2016 | 2017 | G-P   | Títulos |
| ---------------------- | ---- | ---- | ---- | ---- | ---- | ---- | ---- | ---- | ---- | ---- | ---- | ---- | ---- | ---- | ----- | ------- |
| Australian Open        | -    | 2R   | 1R   | 2R   | 1R   | 3R   | 1R   | 4R   | 2R   | 2R   | 1R   | 4R   | -    | 2R   | 13-12 | 0       |
| Roland Garros          | -    | 2R   | 2R   | -    | 2R   | 1R   | -    | 3R   | 3R   | 2R   | 1R   | 1R   | -    | 1R   | 8-10  | 0       |
| Wimbledon              | 1R   | -    | 3R   | 1R   | 3R   | 2R   | -    | 4R   | 4R   | 2R   | 4R   | -    | 1R   | 3R   | 17-11 | 0       |
| US Open                | -    | 1R   | 1R   | 1R   | 2R   | 2R   | 3R   | 4R   | 1R   | 2R   | SF   | -    | 1R   | 2R   | 14-12 | 0       |
| WTA Tour Championships | -    | -    | -    | -    | -    | -    | -    | -    | -    | -    | -    | -    | -    |      | 0-0   | 0       |

### Dobles
| Torneo                 | 2004 | 2005 | 2006 | 2007 | 2008 | 2009 | 2010 | 2011 | 2012 | 2013 | 2014 | 2015 | 2016 | 2017 | G-P   | Títulos |
| ---------------------- | ---- | ---- | ---- | ---- | ---- | ---- | ---- | ---- | ---- | ---- | ---- | ---- | ---- | ---- | ----- | ------- |
| Australian Open        | -    | 3R   | 2R   | 2R   | 2R   | CF   | 3R   | 3R   | 1R   | 3R   | 2R   | 1R   | 1R   | F    | 20-13 | 0       |
| Roland Garros          | -    | 1R   | 2R   | -    | 3R   | SF   | -    | 3R   | 3R   | 2R   | G    | -    | -    | 3R   | 19–7  | 1       |
| Wimbledon              | -    | -    | 2R   | CF   | 1R   | 1R   | -    | CF   | 1R   | G    | 3R   | -    | 2R   | -    | 16–8  | 1       |
| US Open                | CF   | 2R   | 1R   | 2R   | 3R   | 2R   | 2R   | 1R   | CF   | CF   | 3R   | -    | -    |      | 17–11 | 0       |
| WTA Tour Championships | -    | -    | -    | -    | -    | -    | -    | -    | -    | G    | F    | -    | -    |      | 4-1   | 1       |

## Títulos WTA 125s

### Individual (2)
| N.º | Fecha                   | Torneo   | Superficie | Oponentes    | Resultado     |
| --- | ----------------------- | -------- | ---------- | ------------ | ------------- |
| 1.  | 27 de julio de 2014     | Nanchang | Dura       | Liu Fangzhou | 6-2, 3-6, 6-3 |
| 2.  | 18 de noviembre de 2018 | Houston  | Dura       | Lauren Davis | 6-2, 3-6, 6-3 |